# Paratryphera sordida
Paratryphera sordida är en tvåvingeart som först beskrevs av Villeneuve 1916.  Paratryphera sordida ingår i släktet Paratryphera och familjen parasitflugor. Inga underarter finns listade i Catalogue of Life.